# Eduard Eppelsheim

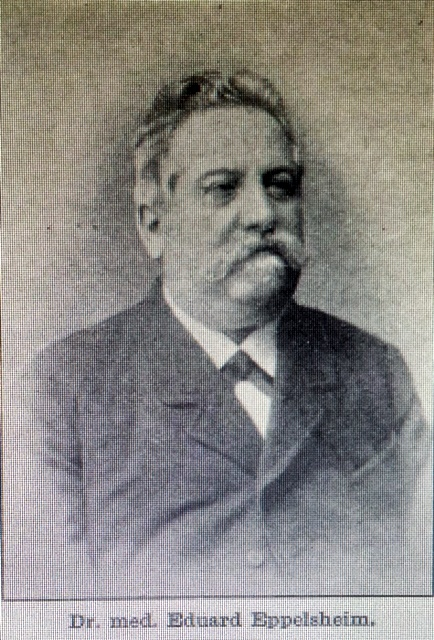
Eduard Eppelsheim

Eduard Eppelsheim (* 19. Mai 1837 in Dürkheim; † 6. Juni 1896 in Germersheim) war ein bayerischer Mediziner und Koleopterologe (Käferforscher).

## Leben
Eduard Eppelsheim, Sohn des Politikers und Gutsbesitzers Eduard Eppelsheimer(er) (1808–1866), besuchte das Gymnasium am Kaiserdom in Speyer und studierte Medizin an den Universitäten in Würzburg und Tübingen. 
1861 legte er seine medizinische Staatsprüfung als Arzt ab und praktizierte in Kandel, Dürkheim, Deidesheim und Wattenheim. In seiner Wattenheimer Zeit kam es zum Deutsch-Französischen Krieg 1870/71 und Eduard Eppelsheim leitete freiwillig ein Militärspital im Schloss Hildenbrandseck, Gimmeldingen.  Von 1874 an betrieb Eppelsheim eine Arztpraxis in Grünstadt, wo sein älterer Bruder Friedrich Eppelsheim (1834–1899) seit 1866 als Amtsrichter amtierte. 1886 erfolgte die Ernennung zum Königlichen Bezirksarzt 1. Klasse in Germersheim, dort lebte er bis zu seinem Tode. 
Infolge seiner freiwilligen Tätigkeit im Krieg 1870/71 erhielt er das Bayerische Militärverdienstkreuz, den Preussischen Kronenorden 4. Klasse mit zusätzlichem Roten Kreuz und die Kriegsdenkmünze 1870/71 für Nichtkämpfer.

## Koleopterologe
Schon früh interessierte sich Eduard Eppelsheim für Naturkunde und engagierte sich zusammen mit seinem Bruder Friedrich in der Pollichia, dem Naturkundlichen Verein der Pfalz. Während der Bruder sich der Lepidopterologie (Schmetterlingsforschung) zuwandte, wurde Eduard Eppelsheim ein namhafter Koleopterologe und Staphylinidenforscher, nachdem er sich anfangs der Botanik verschrieben hatte. 
Er entdeckte zahlreiche neue Arten, die teilweise nach ihm benannt wurden und publizierte seine Forschungsergebnisse in der auf diesem Gebiet führenden Stettiner Entomologischen Zeitung, aber auch in anderen Fachorganen. Eine nach Eduard Eppelsheim benannte Käferart ist z. B. Niphetodes eppelsheimi. Sie erhielt ihren Namen 1896, in Eppelsheims Todesjahr, durch den Entomologen Ludwig Ganglbauer. Edmund Reitter benannte schon 1881 den Käfer Micropeplus eppelsheimi nach ihm.
In seinem von Lucas von Heyden verfassten Nachruf heißt es, Eduard Eppelsheim sei neben Albert-Auguste Fauvel (1851–1909) und Gustav Kraatz der beste Staphylinidenforscher gewesen. Das Naturhistorische Museum Wien erhielt posthum seine bedeutende Käfersammlung, von 54.000 Exemplaren.